# Kawasaki GPZ 1000
Kawasaki GPZ 1000 je motocykl kategorie superbike, vyvinutý firmou Kawasaki, vyráběný v letech 1986–1988. Stejně jako předchůdce Kawasaki GPZ 900 byla ve své době nejrychlejším strojem na světě. V roce 1986 byla velmi dobře vybaveným strojem – měla kvalitní brzdy, podvozek a silný motor se šestnácti ventily a vodním chlazením. Kapotáž je velmi dobře navržená a zaručuje rychlé cestovní tempo.
Stejný motor používá i sportovně turistický model Kawasaki GTR 1000 a chopper Kawasaki ZL 1000 Eliminator.

## Technické parametry
- Rám: dvojitý páteřový z ocelových trubek
- Suchá hmotnost:
- Pohotovostní hmotnost: 267 kg
- Maximální rychlost: 255 km/h
- Spotřeba paliva: 7,5 l/100 km